# Mošeja Laškargah
Mošeja Laškargah  je mošeja v mestu Laškargah, v provinci Helmand, v jugozahodnem Afganistanu.